# Román Andrés Burruchaga
Román Andrés Burruchaga (Buenos Aires, 23 gennaio 2002) è un tennista argentino.

## Biografia
Suo padre, Jorge Burruchaga, è stato campione del mondo nel 1986 con la nazionale argentina di calcio e ha segnato il gol decisivo nella finale del mondiale messicano.

## Carriera

### 2019-2023: primi trofei ITF e prima finale Challenger
Debutta sia nel circuito ITF che in quello Challenger nel 2019. Raggiunge la sua prima finale in singolare nell'agosto del 2021 nell'ITF di Gdynia, bissando due settimane dopo sempre in Polonia nell'ITF di Poznań.
A gennaio del 2022 disputa il suo primo quarto di finale Challenger a Tigre, la prima semifinale a Lima in ottobre; a novembre vince il terzo titolo ITF in Brasile a Vacaria, chiudendo l'anno in prossimità della posizione 250 del ranking ATP.
Nel 2023 gioca esclusivamente tornei del circuito Challenger raggiungendo la semifinale a Coquimbo, Vicenza, Santa Fe, Antofagasta, Guayaquil e disputando la sua prima finale a Brasilia in novembre, dove viene battuto da Alejandro Tabilo in due set. Il risultato gli consente di entrare in top 200 del ranking mondiale.

### 2024: debutto ATP e Slam
Per la prima volta partecipa alle qualificazioni di uno Slam agli Australian Open, uscendo però al primo match e, in seguito, approda al suo primo torneo ATP a Cordoba superando le qualificazioni e poi battendo al primo turno l'ex top10 Diego Schwartzman per 6-1, 4-6, 6-4. Esce al turno successivo perdendo contro Yannick Hanfmann. Sempre passando dalle qualificazioni partecipa al 250 di Santiago del Cile e poi, battendo Juncheng Shang, Yasutaka Uchiyama e Jozef Kovalik nelle qualificazioni, approda per la prima volta al tabellone principale di uno slam al Roland Garros: qui viene battuto al debutto da Jan-Lennard Struff. Sfiora la qualificazione anche a Wimbledon dove supera due turni contro Heide e Napolitano prima di perdere in quattro set al turno finale delle qualificazioni contro Virtanen.

## Statistiche

### Tornei minori

#### Singolare

##### Vittorie (3)
| Legenda tornei minori |
| Challenger (0)        |
| ITF (3)               |

| N. | Data            | Torneo      | Superficie  | Avversari in Finale | Punteggio          |
| 1. | 15 agosto 2021  | M15 Gdynia  | Terra rossa | Filip Peliwo        | 6-7(2), 7-6(3),6-1 |
| 2. | 29 agosto 2021  | M15 Poznań  | Terra rossa | Pawel Juszczak      | 5-7, 6-3, 6-2      |
| 3. | 4 dicembre 2022 | M25 Vacaria | Terra rossa | Orlando Luz         | 0-6, 6-4, 6-0      |

##### Finali perse (2)
| Legenda tornei minori |
| Challenger (1)        |
| ITF (1)               |

| N. | Data             | Torneo                        | Superficie  | Avversari in Finale | Punteggio     |
| 1. | 6 marzo 2022     | M15 Adalia                    | Terra rossa | Lukas Neumayer      | 4-6, 6-1, 2-6 |
| 2. | 26 novembre 2023 | Aberto da República, Brasilia | Terra rossa | Alejandro Tabilo    | 3-6, 6-7(6)   |

#### Doppio

##### Vittorie (4)
| Legenda tornei minori |
| Challenger (1)        |
| ITF (3)               |

| N. | Data           | Torneo                 | Superficie  | Compagno             | Avversari in finale                           | Punteggio           |
| 1. | 27 giugno 2021 | M15 Bergamo            | Terra rossa | Juan Ignacio Galarza | Dali Blanch Pedro Boscardin Dias              | 6-4, 6-3            |
| 2. | 11 luglio 2021 | M15 Poprad             | Terra rossa | Fermin Tenti         | Luca Castelnuovo Dominik Palan                | 6-3, 6-3            |
| 3. | 6 marzo 2022   | M15 Adalia             | Terra rossa | Felix Gill           | Sarp Agabigun AdmiKalender                    | 6-4, 6-3            |
| 4. | 6 marzo 2022   | Copa Sevilla, Siviglia | Terra rossa | Facundo Díaz Acosta  | Nicolás Álvarez Varona Alberto Barroso Campos | 5-7, 7-6(8), [10-8] |